# Franc Simonič (duhovnik)
Franc Simonič, slovenski rimskokatoliški duhovnik in rodoljub, * 30. november 1803, Levanjci, † 15. april 1866, Gaj nad Mariborom.

## Življenje in delo
Rodil se je kmečkim staršem Juriju in Neži (rojena Vilec).
Simonič je obiskoval osnovno šolo v Destrniku, gimnazijo v Mariboru in Gradcu, tu študiral filozofijo in teologijo in bil 1832 posvečen v duhovnika. Služboval je kot v kaplan v Bučkovcih (do 1840), Križevcih pri Ljutomeru (do 1846), v Lučanah (nem. Leutschach) na Koroškem (do 1850), pri predmestni fari Device Marije v Mariboru (do 1857) in kot kurat v Gaju nad Mariborom.
Simoniča sta narodno prebudili dijaška slovovenska družba v Gradcu in poznanstvo s A.Kremplom, ki je bil prav tako kaplan v bližnji Mali Nedelji  pri Bučkovcih. Z njim se je kot »goreč Slovenec«  trudil za boljše osnovno šolstvo, prepričan, da resnično prosvetno delo uspeva le v domačem jeziku. V tem času se je verjetno mnogo družil tudi s P. Dajnkom in M. Glaserjem, prek Vraza si je naročal ilirski slovar, bil je prednaročnik Kremplovih Dogodivšin, naročnik Novic in Vrazovih del, član štajerskega zgodovinskega društva v Gradcu in Moherjeve družbe (1852). Kot Vrazov »istinski prijatelj« (podpis na enem od treh pisem Vrazu), je bil »jedini pošten Muž«, na katere se je Vraz lahko poleg kaplana E. Bratuša  in Ivana Gottweisa  obračal pri prodaji ilirskih knjig po vzhodni Štajajerski.
V Lučanah je Simonič poučeval slovenske otroke vse šolske predmete v slovenščini; podpiral nekatere dijake in graško Slovensko društvo; sledil delu J. Matjašiča in  D. Trstenjaka. Se trudil za reorganizacijo šolstva v nekdanjem graškem predmestju Maribora in tu 1854 dosegel župnijsko trivialno šolo. Ker je daroval večje število slovenskih in ilirskih knjig, ga je vlada kot pospeševalca slovenstva osumila panslavizma.
Po J. Kleinmayru spada Simonič med tiste, ki »so nam podali zadnje leta molitvene knjige, dela pobožnega poučnega zerna« (Zgod. slov. slovstva 206), pravilneje ga ocenjuje J. Glazer, ko ga šteje med slovenske duhovnike, ki sicer »niso bili pisatelji slovenski, vender so podpirali slovstveno gibanje.«